# Luchino Visconti
Luchino Visconti di Modrone, conde de Lonate Pozzolo (Milán, 2 de noviembre de 1906-Roma, 17 de marzo de 1976), fue un aristócrata, director de ópera y de cine italiano. Ha sido uno de los cineastas italianos contemporáneos más reconocidos a nivel internacional.

## Biografía
Luchino Visconti nació en 1906 en Milán, capital de la región de Lombardía en Italia, en el seno de una de las familias de las más antiguas de la aristocracia lombarda, los Visconti, cuyo linaje se remonta a la Edad Media. Era hijo del duque Giuseppe Visconti di Modrone y de Carla Erba, hija de un poderoso industrial milanés.
Desde muy joven se vinculó al teatro de La Scala de Milán convirtiendo la ópera en una de sus pasiones, medio de expresión artístico con el que su abuelo, el duque Guido Visconti, y su tío Huberto Visconti mantuvieron una estrecha relación, pues ambos fueron sovrintendenti (superintendentes) del teatro de La Scala.

## Carrera en el cine

### Obsesión,La terra tremaySenso
En 1935, se trasladó a París, donde gracias a Coco Chanel se vincula y colabora con el cineasta francés Jean Renoir, con quien participó como asistente de dirección en Los bajos fondos (1936), y como asistente y diseñador de vestuario en Una partida de campo (Une Partie de Campagne), de 1937.
Su obra luego se aproxima a los principios artísticos del neorrealismo. Obsesión (de 1943) fue la primera película neorrealista, movimiento que toma como antecedente al novelista Giovanni Verga; introdujo una nueva visión del cine, de la dirección de actores (frecuentemente no profesionales) y en la concepción de la realidad y de los problemas sociales. El neorrealismo no fue una escuela con principios y personalidades artísticas totalmente concordantes, ni en los directores ni en los guionistas, de ahí que se ha sostenido la existencia de una línea más idealista, representada por Roberto Rossellini, y otra, más próxima al marxismo o a las concepciones sociales afines, representada justamente por Visconti, entre otros.
Uno de los teóricos marxistas más importantes del neorrealismo fue Guido Aristarco, autor de La disolución de la razón —discurso sobre el cine—, quien consideró que La tierra tiembla (La terra trema, de 1948) era la película más lograda y avanzada ideológica y estéticamente, que emprendía una búsqueda del hombre ante las cosas que no las sometía a éstas como permanentes por sí mismas, lo que constituiría una alienación, y que tampoco admitía una naturaleza humana inmutable (cine antropomórfico de Visconti).
Con Obsesión en 1943, película de fuerte influencia renoiriana, Visconti trataba temas no aceptables hasta entonces por la censura fascista sobre la base de una novela de James M. Cain, El cartero llama dos veces, narrando el asesinato de un hombre cometido por el amante de su esposa. Lo que más impactó a la sociedad italiana de la época, más allá de la excelente dirección de actores y la minuciosidad de estilo, fue el clima de opresión y el ámbito sórdido que se percibía en la película, pese a no tener aparentes implicancias políticas.
Los años que siguieron hasta su segunda realización, La tierra tiembla (La terra trema, 1948), encontraron a Visconti comprometido con la lucha antifascista y la resistencia italiana. Las duras condiciones de vida de los pescadores, campesinos y obreros del sur italiano acapararon su atención, y sirvieron de inspiración a su nuevo film, el cual fue un fracaso económico, pero ubicó a Visconti en la cima de la escena política y social de la época, por el compromiso moral y humano que había enfrentado.
En los años 50, después de filmar Bellísima, protagonizada por Anna Magnani, melodrama ambientado en el mundo cinematográfico, Visconti encaró el tema del Risorgimento y la unidad italiana con Senso, una historia de amor ambientada en los momentos más dramáticos del Risorgimento y una visión crítica que otra vez abrió el camino para que la censura se impusiera con toda su fuerza. Esa concepción totalizadora del Risorgimento se completó con la inclusión de un aspecto cultural importante: una ópera de Verdi y el espíritu del melodrama verdiano como médula de la película.

### Rocco y sus hermanos, yEl gatopardo

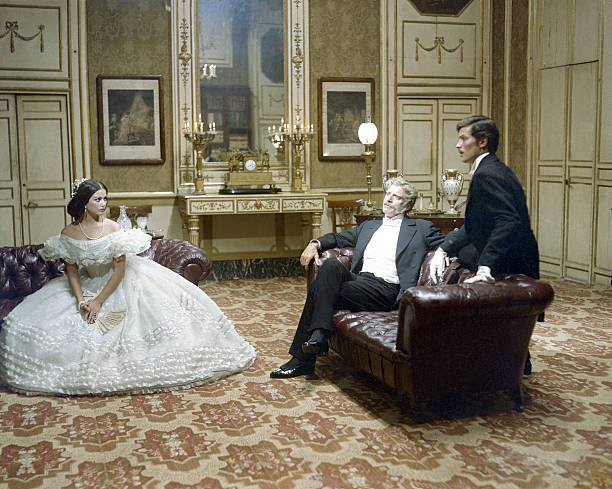
Escena que reúne a los principales actores de El gatopardo: Burt Lancaster, Alain Delon y Claudia Cardinale.

Luego de una incursión hacia un cine creador con la libre adaptación de una obra de Dostoievski, Las noches blancas, Visconti retomó el sendero de los filmes munidos de cuestionamientos sociales, con la película Rocco y sus hermanos (1960). Nuevamente abordó el tema de los conflictos sufridos por los campesinos meridionales del sur italiano, esta vez en el marco de la historia de una familia que se traslada a Milán y la dura realidad que allí debe enfrentar a su llegada y sus problemas de integración en el industrializado norte italiano.
La importancia que Visconti otorgaba al núcleo familiar en el contexto de sus filmes también es puesta de manifiesto en otras películas.
En El gatopardo, su siguiente realización, concretó los indicios de gran producción evidenciados en su película anterior. En ella, con gran belleza visual y basándose en el libro homónimo de Giuseppe Tomasi di Lampedusa, reflejó las reflexiones del príncipe Di Salina sobre la decadencia de su clase nobiliaria y su mundo que agonizaba, mientras la nueva burguesía ascendía al poder económico y político en el marco de los acontecimientos que sacudieron Sicilia en 1860 (la invasión de los camisas rojas conducidos por Giuseppe Garibaldi).

### Hacia un cine de perspectiva histórica
Atavismo impúdico o Sandra (Vaghe stelle dell'Orsa en el original) en 1965 era una adaptación libre de la Electra de Sófocles y seguía utilizando a Claudia Cardinale como su personaje fetiche —también era un nuevo ensayo de su cine de interioridad— y El extranjero —fiel reproducción de la novela de Albert Camus—, en 1967, sirvieron de antesala a La caída de los dioses, una metáfora sobre el mal y la corrupción moral de una familia alemana vinculada con el nazismo durante la Segunda Guerra Mundial.
La caída de los dioses reflejó con realismo y crudeza una etapa negra en la historia de la humanidad, y fue catalogada por los críticos como una película de brillante minuciosidad histórica.
Muerte en Venecia fue considerado uno de los filmes más importantes de la década de los setenta, siendo su contenido fundamental la contradicción entre el artista —protagonista de la película— y su posición burguesa.
Ludwig (sobre Luis II de Baviera) significó una coherente continuación de la realización anterior, vale decir, una reflexión acerca de las relaciones de la vida y el arte, entre la estética y la ética.
En 1974, dirigió Confidencias o Retrato de familia en interior (Gruppo di famiglia in uno interno), declarando Visconti que se trataba de un film antifascista en el sentido crítico y en el sentido lato del término. Un retrato crepuscular de la incapacidad del intelectual coherente de hacer frente a su grupo social y de adaptarse a un mundo de valores culturales banales, con el que Visconti se veía muy reflejado, aunque el personaje protagonista era un trasunto del crítico de arte Mario Praz.
Poco tiempo antes de su muerte, y en un estado de salud bastante grave, logró concretar su última película, El inocente, adaptación de la novela homónima de Gabriele D'Annunzio.
Su fallecimiento se produjo el 17 de marzo de 1976 en la ciudad de Roma, cuando contaba 69 años de edad.
La colaboración artística entre Visconti y varios colegas (Claudia Cardinale, Alain Delon, Burt Lancaster, Helmut Berger, Nino Rota, Silvana Mangano, Suso Cecchi D'Amico, Alida Valli, Dirk Bogarde, Anna Magnani, Rina Morelli, Paolo Stoppa, Giorgio Albertazzi, Anna Proclemer y otros) suma prestigio al trabajo de uno de los más importantes directores de cine y ópera del siglo XX que, junto a los directores Federico Fellini, Michelangelo Antonioni, Roberto Rossellini, Mauro Bolognini, y más tarde Pier Paolo Pasolini, Bernardo Bertolucci, Vittorio de Sica o los hermanos Taviani, situó al cine italiano en un puesto de honor.

## Sus trabajos dirigiendo ópera
La ópera fue el primer amor de Visconti y el género sirve de marco o aparece conspicuamente en varias de sus realizaciones como en Senso, El gatopardo y en Ludwig, que narra la obsesión del rey bávaro por la música de Richard Wagner. El título La caída de los dioses alude a la ópera homónima de Wagner, trazando un paralelismo entre Wagner y la Alemania nazi.
En el escenario operístico milanés llevó al teatro de su ciudad, La Scala, a un nuevo esplendor con sus magníficas puestas en escena de La Traviata, Anna Bolena, Ifigenia en Táuride y La Sonnambula para Maria Callas.
Trabajó en La Scala, la Ópera de París y Covent Garden en Londres en una recordada producción de Don Carlos de Verdi con Jon Vickers. Aparte de Callas, sus máximos colaboradores fueron Leonard Bernstein, Carlo Maria Giulini y Franco Zeffirelli, su más famoso discípulo.
En Muerte en Venecia la música volvió a hacerse presente en la figura del torturado compositor. Al film se debe en gran parte la popularidad actual de la música de Gustav Mahler cuyo Adagietto de la Quinta Sinfonía enmarca cada escena.

## Filmografía
- 1943: Obsesión (Ossessione)

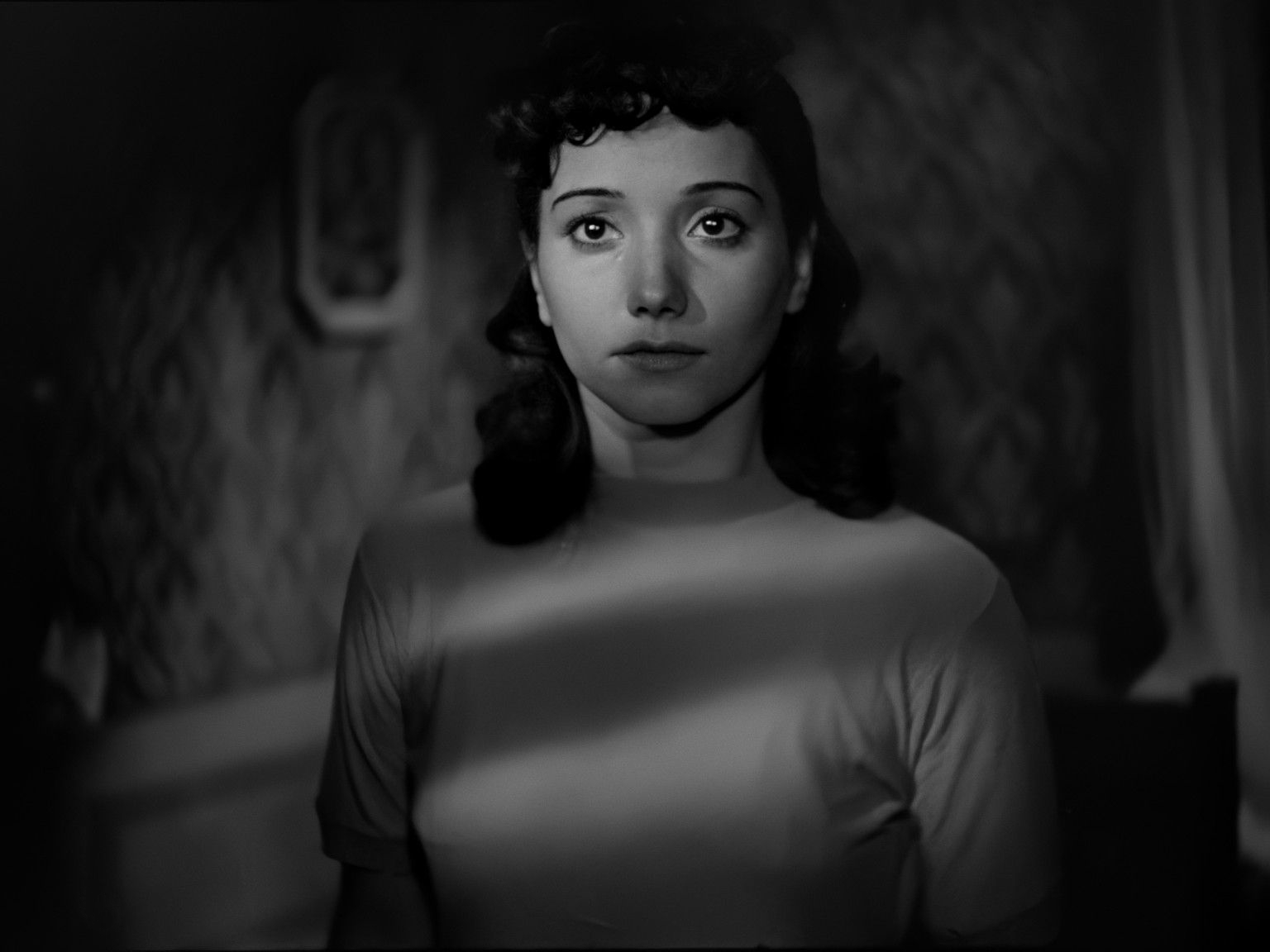
Dhia Cristiani (1921–1977) en un fotograma de la película de 1943 Obsesión.

- 1945: Giorni di gloria (documental)
- 1948: La tierra tiembla (La terra trema)
- 1951: Appunti su un fatto di cronaca (documental)
- 1951: Bellísima (Bellissima)
- 1953: Nosotras las mujeres (Siamo donne. Episodio: Anna Magnani)
- 1954: Senso (Senso)
- 1957: Noches blancas (Le notti bianche)
- 1960: Rocco y sus hermanos (Rocco e i suoi fratelli)
- 1962: Boccaccio 70 (Boccaccio '70. Episodio: El trabajo [Il lavoro])
- 1963: El gatopardo (Il gattopardo)
- 1965: Sandra (Vaghe stelle dell'Orsa...)
- 1967: Las brujas (Le streghe. Episodio: La bruja quemada viva [La strega bruciata viva])
- 1967: El extranjero (Lo straniero)
- 1969: La caída de los dioses (La caduta degli dei)
- 1970: Alla ricerca di Tadzio (documental)
- 1971: Muerte en Venecia (Morte a Venezia)
- 1973: Luis II de Baviera (Ludwig)
- 1974: Confidencias (Retrato de familia en interior) (Gruppo di famiglia in un interno)
- 1976: El inocente (L'innocente)

## Trayectoria en teatro

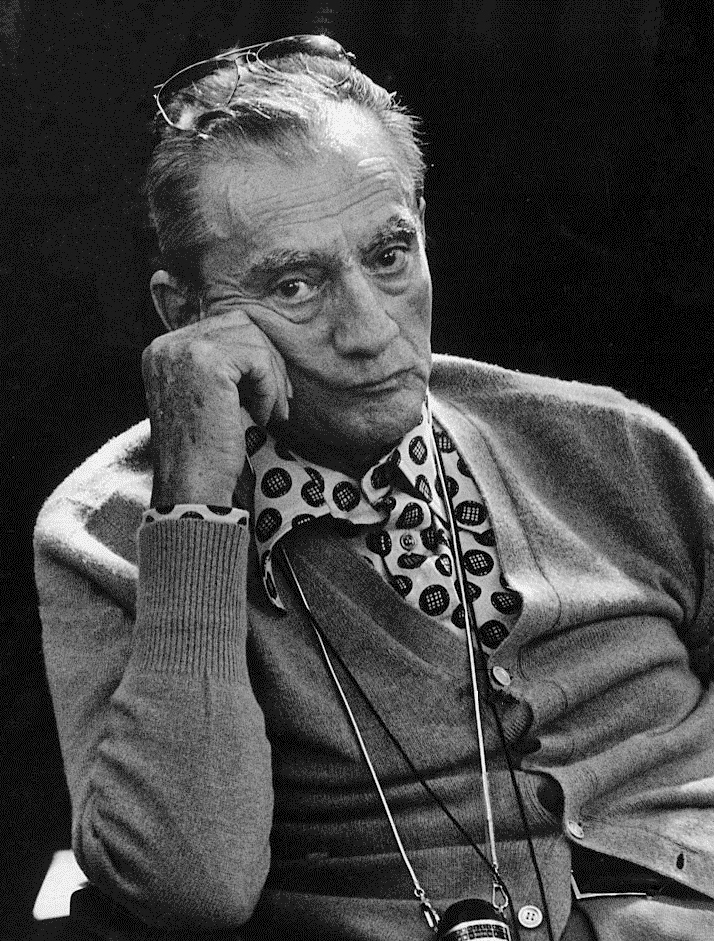
Luchino Visconti en 1972

### Director de teatro en prosa
- Parenti terribili de Jean Cocteau (1945)
- Quinta colonna de Ernest Hemingway (1945)
- La macchina da scrivere de Jean Cocteau (1945)
- Antigone de Jean Anouilh (1945)
- A porte chiuse de Jean-Paul Sartre (1945)
- Adamo de Marcel Achard (1945)
- La via del tabacco de John Kirkland (1945)
- Il matrimonio di Figaro de Pierre Augustin Caron De Beaumarchais (1946)
- Delitto e castigo de Gaston Bary (sobre la obra de Dostoievski) (1946)
- Zoo di vetro de Tennessee Williams (1946)
- Eurídice de Jean Anouilh (1947)
- Come vi piace de William Shakespeare (1948)
- Un tram che si chiama desiderio de Tennessee Williams (1949)
- Oreste de Vittorio Alfieri (1949)
- Troilo e Cressida de William Shakespeare (1949)
- Morte di un commesso viaggiatore de Arthur Miller (1951)
- Il seduttore de Diego Fabbri (1951)
- La locandiera de Carlo Goldoni (1952)
- Tre sorelle de Antón Chéjov (1952)
- Il tabacco fa male de Antón Chéjov (1953)
- Medea de Eurípides (1953)
- Come le foglie de Giuseppe Giacosa (1954)
- Il Crogiuolo de Arthur Miller (1955)
- Zio Vania de Antón Chéjov (1955)
- Contessina Giulia de August Strindberg (1957)
- L'impresario di Smirne de Carlo Goldoni (1957)
- Uno sguardo dal ponte de Arthur Miller (1958)
- Immagini e tempi di Eleonora Duse (1958)
- Veglia la mia casa, angelo de Ketti Frings (da Thomas Wolfe) (1958)
- Deux sur la balançoire de William Gibson (1958)
- I ragazzi della signora Gibbons de Will Glickman y Joseph Stein (1958)
- Figli d'arte de Diego Fabbri (1959)
- L'Arialda de Giovanni Testori (1960)
- Dommage qu'elle soit une p... de John Ford (dramaturgo) (1961)
- Il tredicesimo albero de André Gide (1963)
- Après la chute de Arthur Miller (1965)
- Il giardino dei ciliegi de Antón Chéjov (1965)
- Egmont de Johann Wolfgang von Goethe (1967)
- La monaca di Monza de Giovanni Testori (1967)
- L'inserzione de Natalia Ginzburg (1969)
- Tanto tempo fa de Harold Pinter (1973)

### Colaboraciones (teatro en prosa)
- Carità mondana de Giannino Antona Traversi, puesta en escena (1936)
- Il dolce aloe de Jay Mallory, puesta en escena (1936)
- Il viaggio de Henry Bernstein, puesta en escena (1938)
- Vita col padre de Howard Lindsay y Russel Crouse, supervisión (1947)
- Festival de Age, Scarpelli, Dino Verde y Vergani, supervisión, (1954)

### Director de ópera
- La vestale  de Gaspare Spontini (1954)
- La sonnambula de Vincenzo Bellini (1955)
- La traviata de Giuseppe Verdi (1955)
- Anna Bolena de Gaetano Donizetti (1957)
- Ifigenia in Tauride de Christoph Willibald Gluck(1957)
- Don Carlo de Giuseppe Verdi (1958)
- Macbeth de Giuseppe Verdi (1958)
- Il Duca d'Alba de Gaetano Donizetti (1959)
- Salomé de Richard Strauss (1961)
- Il diavolo in giardino de Franco Mannino su libretto dello stesso Visconti, Filippo Sanjust e Enrico Medioli (1963)
- La traviata de Giuseppe Verdi (1963)
- Le nozze di Figaro de Wolfgang Amadeus Mozart (1964)
- Il trovatore de Giuseppe Verdi (1964)
- Il trovatore de Giuseppe Verdi (1964), diverso allestimento
- Don Carlo de Giuseppe Verdi (1965)
- Falstaff de Giuseppe Verdi (1966)
- Der Rosenkavalier de Richard Strauss (1966)
- La traviata de Giuseppe Verdi (1967)
- Simon Boccanegra de Giuseppe Verdi (1969)
- Manon Lescaut de Giacomo Puccini (1973)

### Ballet
- Mario e il Mago, acción coreográfica, (1956)
- Maratona di danza, libreto (1957)

## Premios y distinciones
Premios Óscar
| Año  | Categoría                        | Película               | Resultado |
| ---- | -------------------------------- | ---------------------- | --------- |
| 1969 | Mejor argumento y guion original | La caída de los dioses | Nominado  |

Festival Internacional de Cine de Cannes
| Año  | Categoría    | Película     | Resultado |
| ---- | ------------ | ------------ | --------- |
| 1963 | Palma de Oro | El gatopardo | Ganador   |

Festival Internacional de Cine de Venecia
| Año  | Categoría                          | Película             | Resultado |
| ---- | ---------------------------------- | -------------------- | --------- |
| 1948 | Premio Internacional               | La tierra tiembla    | Ganador   |
| 1960 | Premio especial del jurado         | Rocco y sus hermanos | Ganador   |
| 1960 | Premio FIPRESCI                    | Rocco y sus hermanos | Ganador   |
| 1965 | León de Oro                        | Sandra               | Ganador   |
| 1965 | Premio New Cinema - Mejor película | Sandra               | Ganador   |